# کورناخ
کورناخ (به آلمانی: Kürnach) یک شهر در آلمان است که در Würzburg واقع شده‌است.